# Carlo Borsani
Carlo Borsani (Legnano, 29 agosto 1917 – Milano, 29 aprile 1945) è stato un militare, giornalista, poeta e attivista italiano, decorato con la medaglia d'oro al valor militare durante la seconda guerra mondiale e personalità di spicco della Repubblica Sociale Italiana.

## Biografia

Carlo Borsani (sulla sinistra) e Benito Mussolini

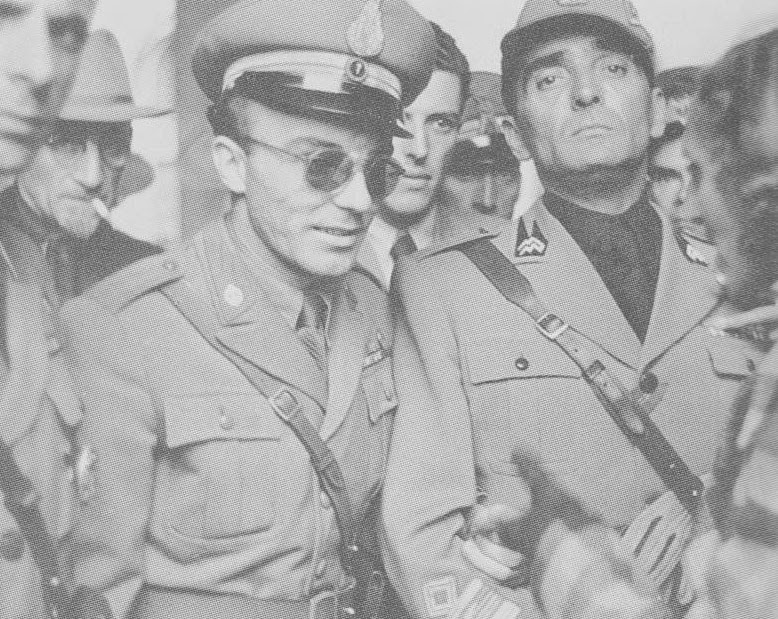
Carlo Borsani (sulla sinistra) e Niccolò Nicchiarelli

Nacque a Legnano il 29 agosto 1917, figlio di Raffaele, un operaio della Franco Tosi Meccanica. Rimasto orfano di padre, morto per un incidente sul lavoro, in giovane età visse per molto tempo in condizioni di povertà. Con grandi sacrifici della madre, Maria Pizzi, riuscì dapprima a compiere gli studi liceali presso il Collegio Vescovile di Lodi e poi ad iscriversi alla Facoltà di Lettere dell'Università Statale di Milano.
Frequentò il Corso Allievi Ufficiali di complemento a Salerno, da cui uscì con il grado di sottotenente il 12 marzo 1939. Mentre compiva il servizio di prima nomina nel 7º Reggimento fanteria di Milano, il 10 giugno 1940 l'Italia entrò nella seconda guerra mondiale. Il suo reparto fu subito trasferito a Limone Piemonte, in vista dell'inizio delle operazioni belliche contro la Francia.
Con l'inizio della Campagna di Grecia, il 28 ottobre 1940, la 6ª Divisione fanteria "Cuneo" fu trasferita in Albania, e il 7º Reggimento sbarcò a Valona il 22 dicembre. Insieme al 3º battaglione fu temporaneamente aggregato alla 33ª Divisione fanteria "Acqui" e il 4 gennaio 1941 rimase ferito durante un combattimento a Mai Skukarit, oltre il Passo Logora.
Il 9 marzo, durante un combattimento sulle pendici del Monte Mussarit, fu colpito alle gambe da un proiettile di mitragliatrice e, mentre lo trasportavano verso le retrovie su di una barella, una granata di mortaio gli cadde vicino, uccidendo tre dei barellieri e ferendolo gravemente alla testa.
Creduto morto, mentre lo stavano seppellendo qualcuno si accorse che muoveva una mano e fu subito trasportato presso l'ospedale da campo di Krionero dove lo operarono salvandogli la vita. Rimasto completamente cieco, a causa di questo episodio fu decorato, dapprima con una medaglia d'argento al valor militare, successivamente trasformata in medaglia d'oro, e dichiarato mutilato e grande invalido di guerra.
Ristabilitosi dalla grave ferita riprese gli studi, nel marzo 1942 pubblicò per Garzanti le sue prime poesie, nel giugno dello stesso anno si laureò in letteratura italiana e il 21 ottobre si unì in matrimonio con la signorina Franca Longhitano, una studentessa sedicenne che lo aveva aiutato a studiare.
Dopo l'armistizio dell'8 settembre 1943 aderì alla Repubblica Sociale Italiana, ricoprendo l'incarico di presidente dell'Associazione nazionale mutilati e invalidi di guerra; in RSI otterrà l'erogazione della pensione anche per gli invalidi del lavoro. Il 23 gennaio 1944 assunse il posto di direttore di un nuovo quotidiano, La Repubblica Fascista, una direzione affidatagli direttamente da Mussolini. Affiancato dal suo capo redattore Sebastiano Caprino rimase sei mesi al posto di direttore, poi i suoi appelli a superare gli odii fratricidi gli valsero l'ostilità del tandem oltranzista Farinacci-Pavolini che ne chiese la testa a Mussolini.
Durante il periodo della Resistenza si adoperò per salvare vite, ebree e non, come ad esempio, in quello stesso periodo, Suor Enrichetta Alfieri, membro della Resistenza e staffetta partigiana, nota come l'Angelo di San Vittore, di cui favorì la scarcerazione.

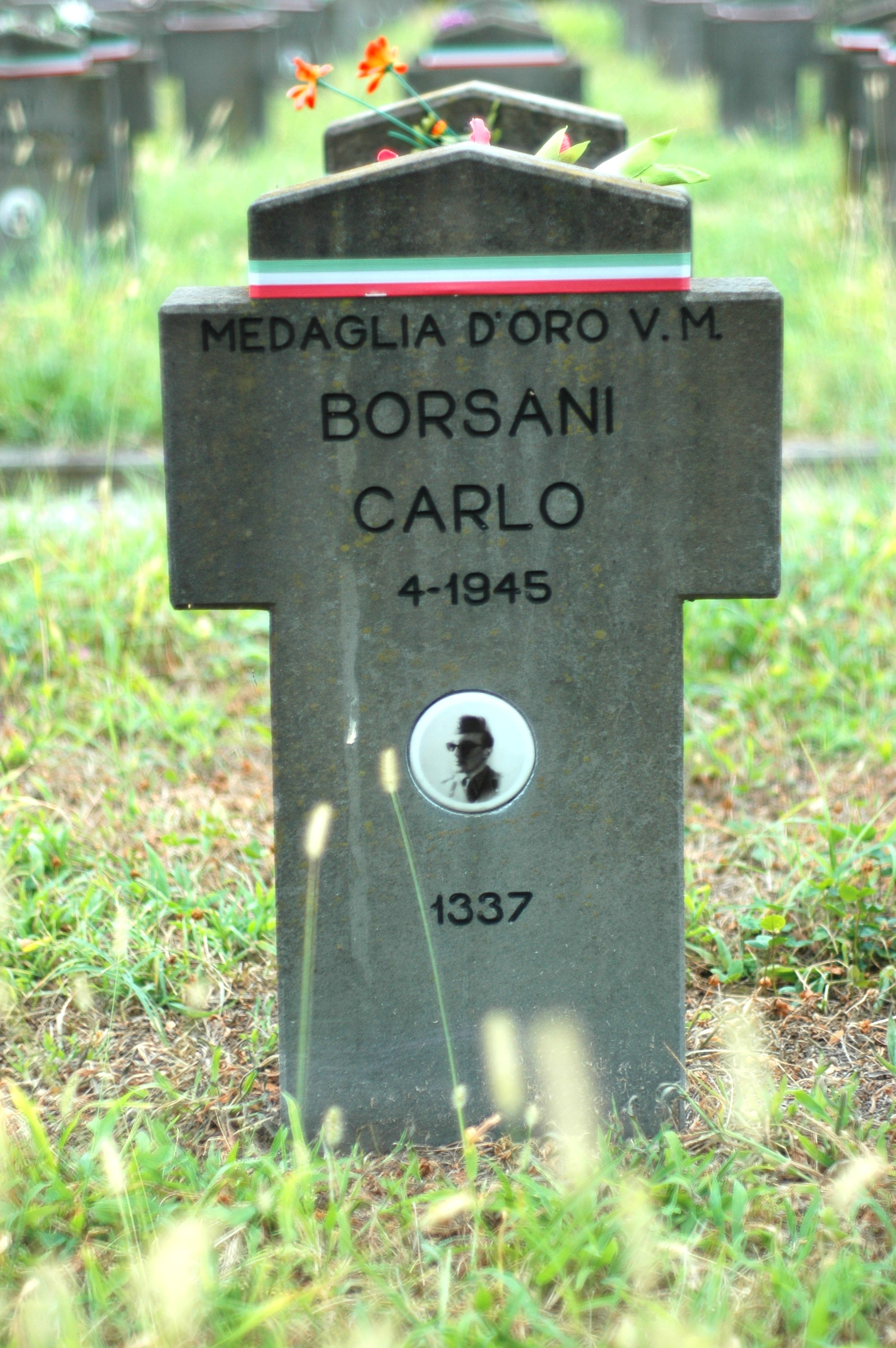
Tomba di Carlo Borsani nel Campo X del Cimitero Maggiore di Milano

Il 10 luglio 1944 uscì il suo ultimo articolo di fondo su La Repubblica Fascista, prima di essere licenziato e sostituito nell'incarico da Enzo Pezzato. Aveva come titolo "Per incontrarci": un'apertura di dialogo con chi stava dall'altra parte, rivolto agli antifascisti. In seguito collaborò con i fondatori del Partito Nazionale Repubblicano Socialista, autorizzato il 13 febbraio 1945, e il 15 aprile fu tra i manifestanti convocati dal Sottosegretario di Stato alla Marina Repubblicana Bruno Gemelli nelle vie di Milano.

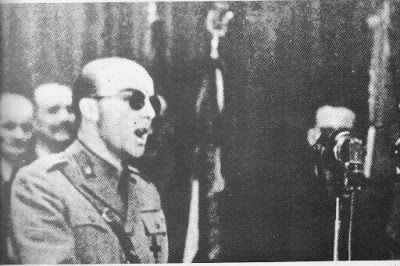
Carlo Borsani durante un comizio

Trascorse la sera del 25 aprile 1945 con i Marò della Decima MAS e la notte all'Albergo Nord in Piazza della Repubblica a Milano, dove, al mattino, rifiutò l'offerta di Junio Valerio Borghese di un espatrio. Si rifugiò all'Istituto Oftalmico, ma il 27, a seguito di una delazione, fu rinchiuso nei sotterranei del Palazzo di Giustizia. Nel pomeriggio del 29 aprile, insieme a don Tullio Calcagno, direttore della rivista Crociata Italica, venne condotto nelle Scuole di Viale Romagna e da lì in Piazzale Susa, dove fu ucciso da un gruppo partigiano comunista con un colpo alla nuca.
Il suo cadavere, gettato su un carretto della spazzatura, dopo aver girato per le vie dell'Ortica, Monluè e Città Studi, con al collo il cartello "ex medaglia d'oro", giunse all'obitorio. Da lì fu portato e sepolto al cimitero di Musocco. Il suo portafogli e la sua medaglia non furono mai più ritrovati.
Già padre di Raffaella, bimba di poco meno di un anno e mezzo, quasi 5 mesi dopo la sua morte nacque il secondogenito, chiamato anch'egli Carlo, che diverrà assessore alla sanità della Regione Lombardia.
Nel 2005 venne proposto a Gabriele Nissim di ricordare Carlo Borsani con un albero nel Giardino dei Giusti che sorge a San Siro per aver usato «la sua autorità, la sua posizione non secondaria nel Regime, per chiedere al capo della polizia di Milano di impedire che alcune persone fossero deportate. Un intervento dettato dalla coscienza: Borsani, come Pešev, considerava fondamentale la vita umana»; Gabriele Nissim rispose: «Non mi sottraggo. Il merito di una persona che ha agito indipendentemente dal proprio credo politico va riconosciuto, io credo che a San Siro si possa piantare un albero per ricordare "il fascista" Carlo Borsani. Perché i buoni non stanno da una parte sola, e chi non lo riconosce è solo accecato dall'ideologia»: la proposta non ebbe poi seguito.
A Carlo Borsani sono stati dedicati un piazzale nella natia Legnano, e una via a Bari e una a Goito.

## Opere
- Gli occhi di prima, Garzanti 1942[14]
- Eroi senza medaglia, Editrice S.A. Grafitalia, Milano 1943 (diario di guerra)[15][16]
- La mano di Antigone, Garzanti 1944[15][17]
- Liriche, Edizioni d'arte Amilcare Pizzi, Milano 1948 (postumo)